# De supervrouw
De supervrouw is het 94e stripverhaal van Jommeke. De reeks wordt getekend door striptekenaar Jef Nys.

## Verhaal
Het verhaal begint met een woede-uitbarsting van Marie. Ze denkt van zichzelf dat ze niks is in vergelijking met andere (super)vrouwen zoals Madonna en Margaret Thatcher. Ze is niet meer tevreden om gewoon huisvrouw te zijn. Dit blijft een tijd aanslepen waardoor Jommeke raad gaat vragen bij Professor Gobelijn. Die slaagt erin om in enkele dagen tijd tabletten te maken die Marie er weer zouden moeten bovenop helpen. Ze geven een ongekende moed, een formidabele fitheid, een fantastische helderheid van geest, een grote vastberadenheid en een onwankelbaar zelfvertrouwen.
Marie neemt deze tabletten samen met een kop koffie en niet veel later kan ze alles aan. Ze verneemt ook dat Theofiel zijn dag niet zo goed gegaan is door problemen op het werk. Een dag later neemt Marie het werk van Teofiel over en lost alle problemen in geen tijd op. Uiteindelijk komt ze in allerlei situaties terecht van topvoetballer tot succesvol minister. Ze weet het zelfs te schoppen tot president van Europa.
Maar de tabletten geraken uitgewerkt en Professor Gobelijn is de formule vergeten waardoor alles uiteindelijk weer wordt zoals het vroeger was.